# Hausham
Hausham är en kommun och ort i Landkreis Miesbach i Regierungsbezirk Oberbayern i förbundslandet Bayern i Tyskland.